# روبرت بارتون
روبرت بارتون (بالإنجليزية: Robert Barton)‏ هو ممثل بريطاني، ولد في 1970.

## أعمال

### أفلام
- (1982) إي تي

## وصلات خارجية
- روبرت بارتون على موقع IMDb (الإنجليزية)
- روبرت بارتون على موقع قاعدة بيانات الفيلم (الإنجليزية)